# Englos-les-Géants
Englos Les Géants est un centre commercial français de la périphérie ouest de Lille, dans la commune d'Englos.
Ouvert le 27 mars 1969, il se compose d'un hypermarché Auchan de 16 400 m2, d'une galerie marchande de 70 magasins et d'un parc commercial de plus de 30 enseignes. Il est le premier centre commercial à avoir ouvert en France sur le concept de l'association d'un hypermarché à une galerie commerciale. Il a également vu naître de nombreux concepts, avec l'ouverture des premiers Norauto, Castorama et Décathlon.
Géré par Ceetrus, la filiale immobilière du groupe Auchan, et récemment agrandi et rénové, c'est un des plus importants lieux du groupe nordiste. 

## Historique
Le grand magasin Auchan-Englos est inauguré le jeudi 27 mars 1969. Son fondateur est Gérard Muliez, nordiste issu de l'industrie textile qui exploite une idée puisée aux États-Unis : unir le commerce à prix réduit ou discount et le libre service. Il a déjà lancé en 1961 à Roubaix le premier magasin de ce type dans un hangar.
En 1969, Auchan-Englos est le plus grand magasin de le chaîne de supermarchés de la société. La réussite des magasins de la marque se caractérise par les foules qui y viennent.
40 000 clients ou curieux se rendent dans l'hypermarché le jour de l'inauguration. La pagaille la plus grande règne. Auchan a tout fait pour obtenir l'afflux dans le magasin : pour tout article acheté, le deuxième est offert.
L'affluence dépasse toutes les prévisions, la police doit appeler des renforts, la circulation est bloquée dans toute la métropole lilloise. Les 2000 places de parking sont insuffisantes, la police improvise des parkings dans les champs voisins.
Le magasin va drainer ses légendes : le fondateur n'a pu rejoindre les lieux qu'en utilisant un hélicoptère. Le nordiste François Dalle, ancien grand patron de  L'Oréal, lui-même aurait été empêché de rejoindre un mariage familial à Armentières, en raison des embouteillages.
Auchan-Englos emploie 300 personnes lors de son inauguration. À la fin de la matinée, tous les records de vente sont battus : dix tonnes de petits pois, quatre tonnes de beurre, dix mille culottes à l'heure, etc.
En 1999, 800 salariés travaillent dans l'hypermarché, le chiffre d'affaires dépasse le milliard (en francs).
Pour Gérard Mulliez, Auchan-Englos reste pendant de nombreuses années un exemple, un laboratoire.
Agrandissement en 2006.
Depuis 2009, l’hypermarché Auchan a le plus grand chiffre d'affaires dans la région et se classe troisième nationalement.

## Accès
Le Centre commercial est accessible via l'échangeur d'Englos entre l'autoroute A25, la RN 41 et la Rocade Nord-Ouest.